# Устойчивый визуально вызванный потенциал
Устойчивый визуально вызванный потенциал (УВВП, англ. steady state visually evoked potentials - SSVEP) — зрительные вызванные потенциалы устойчивого состояния) — это сигналы, которые головной мозг генерирует в ответ на визуальную стимуляцию. Когда сетчатка глаза возбуждается вспышками частотой от 3.5 до 75 Гц, мозг генерирует электрическую активность с частотой  мигания вспышки.

## Описание
УВВП обычно варьируются от 5Гц до 60 Гц, интервал зависит от индивидуальных психофизиологических особенностей. Сигнал регистрируется при помощи электроэнцефалографии, запись ЭЭГ происходит со скальпа.
Восприятие зрительной системой мигающего света на определённой частоте стимулирует зрительный путь и заставляет всю систему включая мозг, работать на такой частоте. При стимуляции, мозг генерирует электрические сигналы на стимулирующих частотах, а также на частотах, кратных стимулирующим. Например, если человек смотрит на вспышку, которая мигает с частотой 5 Гц, его мозг будет генерировать частоты, равные 5Гц, 10Гц и 15Гц и т. д.
В зрительной системе человека можно выделить несколько стадий обработки зрительного сигнала. Сначала сигнал поступает на сетчатку, где воспринимается фоторецепторами, биполярными и ганглиональными клетками. Далее сигнал переходит на зрительный нерв, который доходит до хиазмы. На хиазме происходит частичный перекрест волокон и далее сигнал переходит к коленчатому телу. Латеральное коленчатое тело (ЛКТ) занимает большую часть таламуса и является его основным центром. Аксоны нейронов ЛКТ направляются в зрительную кору — поля 17, 18, 19 по Бродману). Поле 17 — первичная зрительная кора. Поле 18 — вторичная зрительная кора и, соответственно поле 19 — третичная зрительная кора.

## УВВП в медицине
При помощи анализа УВВП можно получить объективную картину функционального состояния различных элементов зрительной системы, включая отдельные области головного мозга, определить причину нарушения зрения.

## Примеры использования УВВП
Технология УВВП используется для обеспечения взаимодействия парализованных людей с внешним миром. Довольно известный пример — система озвучивания текста, использующая мигающий свет для идентификации букв и слов. Люди, которые больны тем же синдромом, что и Стивен Хокинг, могут использовать её для коммуникации.
Ещё один пример — управление роботами при игре в шашки.

## Интерфейсы мозг-компьютер, основанные на применении УВВП
Интерфейсы мозг-компьютер (ИМК) основаны на взаимодействии мозга и компьютера. В процессе взаимодействия, ИМК различает сигналы мозга пользователя, базирующиеся на пространственных, временных и спектральных особенностях.